# Soku Dakishimete
Singles de Cute
Massara Blue Jeans
(2006) Ōkina Ai de Motenashite
(2006)
 Soku Dakishimete  (即 抱きしめて) est le 2e single (indépendant) du groupe de J-pop Cute, sorti le 3 juin 2006 au Japon sur un label indépendant lié à Up-Front Works, écrit et produit par Tsunku. Le single est édité en quantité limitée, et ne contient qu'un titre (et sa version instrumentale), qui figurera sur le 1er album du groupe, Cutie Queen Vol.1.

## Membres
- Maimi Yajima
- Erika Umeda
- Saki Nakajima
- Airi Suzuki
- Chisato Okai
- Mai Hagiwara
- Megumi Murakami
- Kanna Arihara

## Titres
1. Soku Dakishimete (即 抱きしめて?)
2. Soku Dakishimete (instrumental) (即 抱きしめて (instrumental)?)